# Jean de Leyde
Hans Bockhold ou encore Jan Bockelson dit Jean de Leyde, du nom de sa ville natale (Leyde 1509 - Munster 2 février 1536), est le chef des anabaptistes de la ville rhénane de Münster (Westphalie), promue sous sa direction au statut de Nouvelle Jérusalem.
Ce personnage violent et singulier appartient au courant des premiers anabaptistes, alors portés par un espoir millénariste, à l'instar des adeptes du Libre Esprit.

## Biographie
Jan Bockelson est né à Leyde en 1509. Au terme de ses études, il se lance dans les affaires. Mais il abandonne vite le métier de marchand drapier pour devenir un prêcheur de l'Apocalypse, au sein du premier mouvement anabaptiste.

### Ministère
En 1534, il est envoyé comme apôtre à Münster par son maître Jan Matthijs et devient le leader d’un groupe anabaptiste . Il affirme vouloir établir le Paradis sur terre, en abolissant la propriété privée, l'usage de l'argent : l'achat et la vente, l'intérêt et l'usure. En pratique, Jean de Leyde accumule les pouvoirs dictatoriaux et impose aux habitants, séduits par son discours, le travail forcé, la polygamie officielle et le théâtre en plein air comme délassement. Devant les résistances à son programme qui commence à paraître suspect, le maître politique de la ville réagit en instaurant la terreur, la persécution et le meurtre des récalcitrants. L'institution de la polygamie lui permet d'acquérir ou de faire acquérir à ses plus proches partisans les biens des personnes exécutées, par le remariage forcé de leurs filles ou veuves héritières, soumises à son autorité.[réf. nécessaire]
Après l'exécution de Matthijs aux portes de la ville assiégée (avril 1534), il se proclame « roi de Sion », confirme la communauté universelle des biens et des personnes (la polygamie). Quand Munster est reprise par son évêque, François de Waldeck, Jean de Leyde périt par le supplice des « tenailles brûlantes ».

## Un personnage littéraire et d'opéra

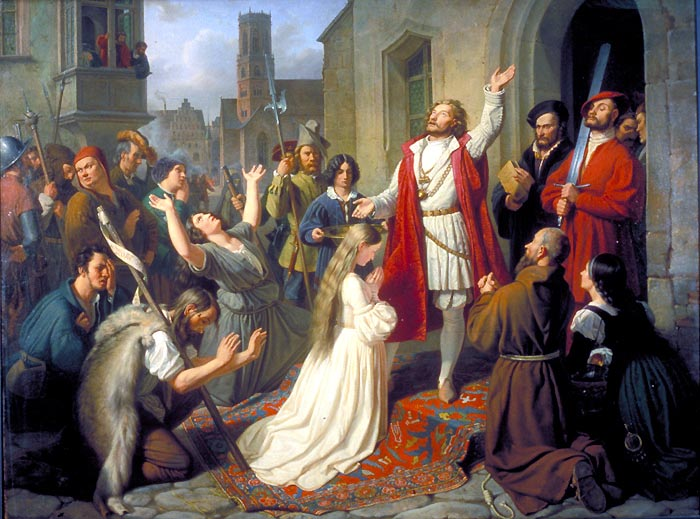
Jan van Leiden baptise une jeune fille/Les anabaptistes de Münster (Johann Karl Bähr - 1840)

- Voltaire parle de Jean de Leyde dans son Essai sur les mœurs et l'esprit des nations : « Un garçon tailleur, nommé Jean de Leyde, né à Leyde en Hollande, assura que Dieu lui était apparu, et l’avait nommé roi ; il le dit, et le fit croire[7]. »

- Giacomo Meyerbeer, sur un livret d'Eugène Scribe d'après l'Essai sur les mœurs et l'esprit des nations précédent, a composé l'opéra en cinq actes Le Prophète créé à l'Opéra de Paris le 16 avril 1849.

- Les derniers mois du « règne » de Jean de Leyde et la prise de la ville par l'évêque catholique sont racontés dans le roman historique de Marguerite Yourcenar L'Œuvre au noir[8].

- Il est le personnage central du tome 3 du roman graphique La Passion des anabaptistes, de David Vandermeulen (texte) et Ambre (dessin)[9].

- Dans Les Misérables de Victor Hugo (Tome V de la version intégrale) : « [...] C'est de l'égout de Munster que Jean de Leyde faisait sortir sa fausse lune [...] »

- Le collectif italien Wu Ming en fait un personnage important du roman historique Q (L'Œil de Carafa) (1999).